# Joe Keil
Pour les articles homonymes, voir Keil.
Hans Joachim Keil III, dit Joe Keil, né le 11 mai 1944 et mort le 31 août 2018 à Apia,, est un homme d'affaires et homme politique samoan.

## Biographie

### Famille et jeunesse
Son grand-père paternal, Hans Joachim Keil, est né en 1864 à Magdebourg en Prusse. Il s'installe comme colon aux Samoa allemandes en 1903, et y épouse Daisy Ah Mu, d'ascendance paternelle chinoise et d'ascendance maternelle samoane. Leur septième enfant (et septième fils), Wilhelm Keil, épouse Violet Elkins, née aux Samoa américaines et descendante de colons américains. Joe Keil est appelé « Hans Joachim Keil III » car « Hans Joachim Keil II » est son oncle. Il fait ainsi partie d'un ensemble de personnalités politiques samoanes des XXe siècle et XXIe siècle d'ascendance allemande : Jack Netzler, Eugene Paul, Telefoni Retzlaff, Fossie Schmidt (en), Leuatea Schmidt, Cedric Schuster et Harry Schuster,.
Les Samoa allemandes ayant été envahies par la Nouvelle-Zélande au début de la Première Guerre mondiale, c'est dans le territoire sous tutelle des Samoa occidentales, colonie néo-zélandaise, qu'il naît. Il grandit à Lotopa (en) dans les plantations de cacao et de noix de coco de son grand-père, est scolarisé localement pour son enseignement primaire, puis en Nouvelle-Zélande à partir de l'âge de 8 ans. À 15 ans, il revient aux Samoa pour les deux dernières années de sa scolarité. Il a 17 ans en 1961 lorsque ses parents se séparent et que sa mère l'emmène vivre à Hawaii avec quatre de ses frères, quelques mois avant l'indépendance des Samoa en 1962,. Peu après son arrivée aux États-Unis, il s'engage dans la US Air Force, l'armée de l'air américaine, et y est formé comme électricien pour la maintenance des avions de chasse.
Après avoir quitté les forces armées en 1965, il est formé à l'aviation à Tulsa, dans l'Oklahoma, et devient pilote de ligne pour la compagnie samoane Polynesian Airlines.
Il concourt aux épreuves d'athlétisme aux Jeux du Pacifique Sud de 1979, et remporte une médaille de bronze en équipe au relais 4 × 100 mètres masculin, en 42,83 secondes.

### Carrière politique et commerciale
Il adhère au Parti pour la protection des droits de l'homme, parti conservateur chrétien, et se présente aux élections législatives de 1988 dans la circonscription dite des « électeurs individuels », circonscription qui couvre l'ensemble du territoire national pour permettre aux citoyens autochtones métissés ou non-autochtones d'élire deux représentants à l'Assemblée législative des Samoa ; il est élu. Il est réélu aux élections de 1991 et de 1996.
En 1996, avec d'autres membres de sa famille, il établit le premier restaurant MacDonald's aux Samoa ; il en est le propriétaire,. Il est présent à la fête des vingt ans du parti en 1999, à laquelle le ministre des Travaux publics, Luagalau Levaula Kamu (en), est assassiné par deux ministres corrompus, son prédécesseur Leafa Vitale (en) et le ministre des Postes Toi Aukuso Cain (en). 
Réélu pour un quatrième mandat de député en 2001, il est nommé ministre du Commerce, du Tourisme, des Industries et du Travail par le Premier ministre Tuilaepa Sailele Malielegao. Réélu député en 2006, il n'est pas reconduit à ses portefeuilles ministériels, mais fait simple ministre adjoint au Tourisme et au Commerce extérieur. Cette même année, il lance TV3, la première chaîne de télévision privée aux Samoa, qui diffuse en clair et dont il demeure le propriétaire jusqu'en 2018,,.
En septembre 2008, alors qu'il est en visite dans le Missouri, il est arrêté, incarcéré, et inculpé pour usage d'un passeport américain auquel il n'aurait prétendument pas droit. Son arrestation provoque une manifestation devant l'ambassade des États-Unis à Apia, les manifestants demandant sa libération. Après trois mois d'incarcération, les autorités américaines reconnaissent leur erreur, confirment qu'il est bien citoyen américain, et le libèrent,. Il ne reçoit ni excuses, ni compensation.
Il ne se représente pas aux élections de 2011, après vingt-trois ans comme député,. Il se consacre dès lors à son intérêt pour l'Histoire des Samoa, et fonde, préside et finance le Trust historique et culturel des Samoa, pour contribuer à préserver le patrimoine culturel du pays. Mi-2017, il est atteint d'une maladie qui exige de lourds traitements. En conséquence, début 2018, il vend sa chaîne de télévision et son restaurant MacDonald's. Il meurt le 31 août 2018, à l'âge de 74 ans, à l'issue de sa longue maladie. Il reçoit des obsèques nationales auxquelles assistent le chef de l'État, Tuimalealiifano Va'aletoa Sualauvi II, l'ancien chef de l'État Tupua Tamasese Tufuga Efi, et le Premier ministre Tuilaepa Sailele Malielegao.